# Gerhard Gepp
Gerhard Gepp (* 20. April 1940 in Pressbaum; † 25. März oder 26. März 2024 in Tulln an der Donau) war ein österreichischer Illustrator, Maler und Grafiker.

## Leben und Werk

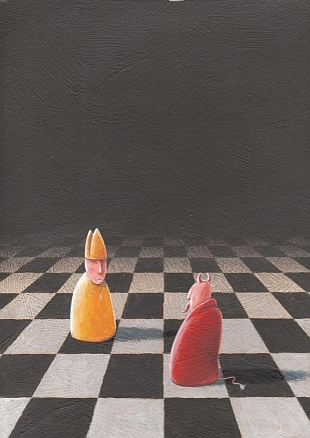
„Final Play“ von Gerhard Gepp

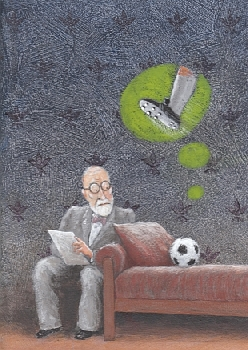
„Therapie“ von Gerhard Gepp

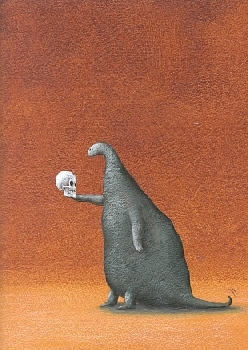
„Anachronism“ von Gerhard Gepp

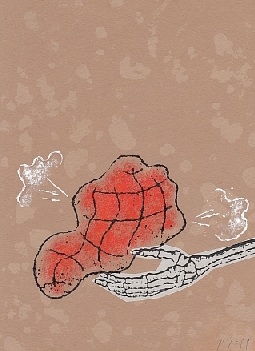
„Pneu“ von Gerhard Gepp

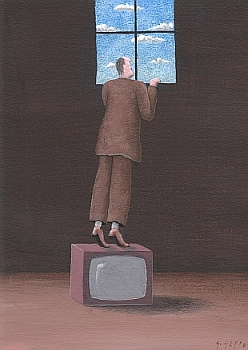
„Television“ von Gerhard Gepp

Gerhard Gepp wurde 1940 in Pressbaum geboren. Als Künstler war Gepp Autodidakt.
Zunächst absolvierte er eine Ausbildung zum Offsetdrucker. Danach arbeitete er von 1964 bis 1976 als Grafikdesigner und Illustrator. Er erhielt Preise für verschiedene Arbeiten, z. B. den Plakatpreis der Stadt Wien und den „Rizzoli-Preis“ Mailand. Es folgten erste Veröffentlichungen in Fachmagazinen in Deutschland und in der Schweiz. Parallel dazu entstanden Fotoarbeiten für Werbung und Gepp stellte seine Arbeiten in der Wiener Galerie „Die Brücke“ aus.
Ab 1976 fertigte er handkolorierte Radierungen an; zudem Zeichnungen, Gouachen und Ölbilder, die in der „BAWAG-Foundation“ Wien ausgestellt wurden. Es folgten weitere Ausstellungen in Österreich und Deutschland sowie Präsentationen bei Kunstmessen in Basel, Köln und Gent.
Ab 1989 arbeitete er an dem als „Poetische Satire“ bezeichneten Werk. Diese Arbeiten mit Acryl auf Karton und Leinwand wurden in zahlreichen internationalen Ausstellungen ausgestellt und mit Preisen ausgezeichnet. Seine Illustrationen erschienen in zahlreichen internationalen und deutschsprachigen Publikationen.
1991 begann Gepp mit dem Werkteil „Devolution“. Die mit Säuren und Laugen vorbereiteten Papiere und Kartons wurden anschließend vom Künstler zeichnerisch überarbeitet.
2001 wurde ihm der Berufstitel Professor verliehen.
Gerhard Gepp ließ sich durch die Wiener Galerie Siegfried Kaiblinger vertreten. Er lebte als freier Illustrator, Maler und Zeichner in Pressbaum bei Wien und starb nach schwerer Krankheit im März 2024 im Alter von 83 Jahren im Universitätsklinikum Tulln.

## Preise und Auszeichnungen
- 1983 Staatspreis für Werbung, Girozentrale / IMT Wien (Österreich)
- 1990 Intern. Cartoonfestival Budapest (Ungarn), 3. Preis
- 1991 Satyrykon, Legnica (Polen), Spezialpreis
- 1992 IWA-Foundation,Havirov (Tschechoslowakei), 3. Preis
- 1992 Velocartoon, Šiauliai (Litauen), 1. Preis
- 1993 Satyrykon, Legnica (Polen), 3. Preis
- 1994 Österreichischer Kinder- und Jugendbuch-Illustrationspreis
- 1994 Kinder- und Jugendbuchpreis der Stadt Wien (Österreich)
- 1996 Satyrykon, Legnica (Polen), Spezialpreis
- 1997 The Golden Smile, Belgrad (Jugoslawien), 2. Preis
- 1997 Satyrykon, Legnica (Polen), 3. Preis
- 1998 12. Dutch Catoonfestival, Eindhoven (Niederlande), Spezialpreis
- 1998 Satyrykon, Legnica (Polen), 3. Preis
- 1999 20. Biennale Internazionale dell’Umorismo nell’Arte, Tolentino (Italien), Spezialpreis
- 1999 Satyrykon, Legnica (Polen), Spezialpreis
- 2001 International Forum of Visual Humour, Surgut/RUS, Spezialpreis
- 2002 Satyrykon, Legnica (Polen), 1. Preis
- 2003 Eurohumor, Borgo San Dalmazzo/I, Spezialpreis
- 2003 Satyrykon, Legnica (Polen), 3. Preis
- 2004 Swiss Cartoon Award, Schweiz, Spezialpreis; Humorest
- 2004 Hradec Králové (Tschechien), 3. Preis
- 2006 Alles Wein, Literatur & Karikatur, Krems (Österreich), 2. Preis
- 2006 Satyrykon (surprise!) , Legnica (Polen), Grand Prix
- 2008 Hans Langitz-Gedächtnispreis für Karikatur, Klagenfurt (Österreich)
- 2008 Aydin Dogan XXV Intern. Cartoon Comp., Istanbul (Türkei), 3. Preis
- 2012 Karikaturmuseum Warschau (Polen), International Competition The ball is in play, 1. Preis
- 2014 Dieter Burkamp Preis für Karikatur (Deutschland), 2. Preis
- 2016 Satyrykon, Legnica (Polen), Grand Prix

## Einzelausstellungen
Beginn 1989 (Auszug)
- 1991 Intern. Kulturzentrum Krakau/PL
- Galerie der Stadt Legnica/PL
- 1993/’96/’98/’02/’06 Galerie Peithner-Lichtenfels, Wien/A
- Galerie der Stadt Salzburg/A
- 1994/’99/’03 Galerie Thomas Flora, Innsbruck/A
- Galerie Peithner Lichtenfels, Prag/CZ
- 1995 National Art Gallery, Islamabad/PAK
- National Collage of Arts, Lahore/PAK
- Indus Valley School of Art, Karachi/PAK
- All India Fine Arts Society, New Delhi/IND
- 1996/’03 Galerie etcetera, München/D
- /’00/’04 Galerie Welz/Salzburg/A
- 1997 Inter Art Galerie, Köln/D
- Österr. Botschaft Washington D.C./USA
- Galleria d’Arte Artesegno, Udine/I
- 1998 Galerie Kramer, Hamburg/D
- 2000/’04 Galerie Wolfrum, Wien/A
- 2001/’06 Galerie am Salzgries, Wien/A
- NÖ-Dokumentationszentrum, St. Pölten/A
- Österr. Kulturforum Warschau/PL
- 2002 Haus der Kunst, Graz/A
- 2004 Österr. Kulturforum Brünn/CZ
- 2005 Olaf Gulbransson-Museum, Tegernsee/D
- 2006 Kulturkreis Sennestadt, Bielefeld/D
- 2007 Galerie bast-art,Wien/A
- 2009 Egon-Schiele-Museum, Tulln
- 2010 Museum of Caricature and Cartoon Art, Warschau/PL
- 2010 Galerie Kaiblinger, Wien

## Ausstellungsbeteiligungen
- 1990 Internat. Cartoonfestival, Ungarisches Nationalmuseum Budapest, Ungarn
- 2009 Trends und Träume im Schloss Fischau, Viertelsgalerie des Landes Niederösterreich in Bad Fischau[2]

## Museen und Sammlungen
- Albertina / Wien
- Sammlung Leopold / Wien
- Niederösterreichisches Landesmuseum
- Artothek Niederösterreich
- Kulturamt der Stadt Wien
- Intern. Museum des Humors in der Kunst, Tolentino/I
- Karikaturenmuseum Warschau
- Moravské Galerie Brünn/CZ
- Karikaturenmuseum Basel/CH
- Fine Arts Museum Surgut/RUS
- Karikaturmuseum Krems[3]

## Illustrationen in Zeitungen und Zeitschriften
Gerhard Gepp fertigte zahlreiche Auftragsarbeiten für Druckmedien an, darunter für die Tageszeitungen Der Standard, Die Presse und die Wiener Zeitung in Österreich sowie Die Zeit und die Süddeutsche Zeitung in Deutschland. Zu den von Gepp illustrierten Magazinen gehören unter anderem das österreichische Wirtschaftsmagazin trend, das populärwissenschaftliche Magazin Psychologie heute in Deutschland und die Satirezeitschrift Nebelspalter in der Schweiz. Für die 1980 von Jörg Mauthe gegründete und 2004 an die Wiener Zeitung verkaufte Zeitschrift Wiener Journal erstellte Gepp zahlreiche Illustrationen und Titelbilder.

## Kataloge
- Gerhard Gepp 1982 Hrsg. Galerie Hilger (Vorwort Wolfgang Hilger), Wien
- Gerhard Gepp 1984, 1986 und 1987 (Ölbilder)
- Devolution, 1991 (Vorwort Gabriela Nagler)
- Spiegelfechtereien 1987
- Poetische Satire 1993 (Vorwort Angelica Bäumer)
- Poetische Satire Arbeiten 1993–1996 (Vorwort Günter Traxler)
- Poetische Satire Arbeiten 1997–2000 (Vorwort Florian Steininger)
- Poetische Satire Arbeiten 2001–2003 (Vorwort Manfred Wagner)
- Gerhard Gepp 2010, Katalog zur Ausstellung Warschau (Vorwort Manfred Wagner)
- „Poetischer Realismus“, 2014, Arbeiten 1979–2006 (Vorwort Silvie Aigner)

## Bücher
- Werner Fiala, Gerhard Gepp: Manifest in Wort und Bild. Bibliothek der Provinz, 2010, ISBN 978-3-90000-072-1
- Irene Ulitzka, Gerhard Gepp: Das Land der Ecken. Picus Verlag, 1994, ISBN 3-85452-062-X, (Österr. Kinder- und Jugendbuchpreis 1994, Kinder- und Jugendbuchpreis der Stadt Wien, 1994)
- Gerhard Gepp: Kleines Boot auf Grosser Reise. Picus Verlag, 1995, ISBN 3-85452-087-5